# Sporomusa sphaeroides
Sporomusa sphaeroides è una specie di batterio appartenente alla famiglia delle Acidaminococcaceae.